# Anthem (Arizona)
Pour les articles homonymes, voir Anthem.
Anthem est une census-designated place du comté de Maricopa, dans l'État de l'Arizona, aux États-Unis. En 2020, elle compte une population de 23 190 habitants.